# Micropago
Como micropago (del inglés micropayment) se entienden los sistemas diversos utilizados por usuarios para realizar pagos de pequeños montos (digamos desde porciones de céntimos hasta diez dólares). El pago, aunque puede ser en monedas, como las máquinas expendedoras suele realizarse de forma electrónica, por ejemplo, a través de una tarjeta prepago, a través de una cuenta virtual a través del sistema telefónico (envío de SMS).

## Ventajas
La gran ventaja de los micropagos es que teóricamente pueden permitir obtener ingresos a ciertos productos. Además, si fuera adoptado ampliamente, podría permitir un precio más dinámico (o al menos mucho más bajo) para los productos.
El sistema de los micropagos para comercio electrónico permite a los usuarios aprovecharse de los precios bajos en las transacciones, todo ello con una plataforma, Internet, que permite hacer compras de forma rápida.

## Problemas
El problema tradicional de los sistemas de micropago reside en el coste de la transacción. Los sistemas de pago usados tradicionalmente, como las tarjetas de crédito, al tratarse de montos tan pequeños, no son económicamente viables, ya que el costo del pago mismo excede el valor a cobrar o por lo menos, forma una parte considerable de éste, sobre todo por los mecanismos de seguridad que implican las transacciones, como lo son los controles de liquidez. Por ejemplo iTunes para una venta de 99 céntimos tiene que pagar 25 céntimos a las compañías de las tarjetas de crédito. Para reducir esto iTunes lo que hace es agrupar transacciones lo cual provoca un retraso en los pagos. De hecho la principal objetivo de iTunes no es obtener dinero de las descargas sino realizar ventas y que se realice la adopción de sus caros dispositivos. La tecnología de cadena de bloques es una esperanza para solventar el problema del coste de la transacción.
Otro problema de los micropagos es el proceso psicológico del llamado coste de transacción mental. Es un planteamiento propuesto por primera vez por Nick Szabo. Considera que nuestros cerebros están programados para izar una bandera cuando nos enfrentamos a un precio. Por tanto, aunque tengamos que pagar un céntimo, nos preguntaremos si realmente vale eso; pero si es gratis, la bandera no se iza. "Se trata del peaje por pensar. Todo somos un poco vagos y preferimos no pensar sobre las cosas si no hay una necesidad". Este es el motivo por el que se explica el fracaso del sistema de micropagos por ver algunas webs. Craig Shirky cree que el micropago malgasta el esfuerzo mental del usuario para ahorrar creando muchas pequeñas e impredecibles transacciones que crean en la mente del usuario tanto anxiedad como confusión. .El economista Josh Kopelman afirma que en realidad hay dos métodos: lo gratis y todo lo demás. Por tanto, el paso más difícil de un negocio se considera pasar del gratuito al no gratuito. iTunes parece que ha roto este problema del coste de la transacción mental creando un precio plano de 99 céntimos para cada canción.

## Historia
La idea de los micropagos no es nueva. Han existido en el mundo físico desde hace mucho tiempo en algunos negocios con alto volumen de ventas y sobre todo en aquellos negocios en los que el pago podía hacerse de forma mecánica sin intervención humana, como por ejemplo las máquinas expendedoras.
Para contenidos digitales ya en los años 1980, en los primeros servicios en línea como el Btx alemán se introdujo el sistema pay-per-click («pago por clic»). Pero el auge de los sistemas comenzó a mediados de los años 1990 con el auge de Internet y del comercio electrónico. Muchos modelos de negocio en la Web requieren la cobranza de montos pequeños de dinero, por ejemplo, para servicios de información (como para leer un artículo de una revista digital o el derecho a descargar un archivo de música). Por otro lado algunas compañías empezaron con estrategias de micropago en espera de una amplia adopción. Hubo modelos exitosos como PayPal (de eBay, a partir de 1998) y Moneybookers. 
El sistema de micropago de más amplio uso hoy día es el pago de 99 céntimos de dólar, a veces incluso menos, que tienen que pagar los consumidores para obtener aplicaciones móviles y canciones en varias tiendas en línea como Apple (su iTunes), Google, Amazon y similares.

## Sistemas

### Sistemas prepago
Al utilizar sistemas prepago, la transacción real se realiza antes de los pagos. El cliente adquiere un medio (tarjeta de prepago, cuenta virtual) que le da el derecho a realizar compras. Así queda garantizado que posee realmente el dinero necesario, y no es necesario realizar controles de liquidez a la hora de la compra, lo que abarata los costos de las transacciones de micropago realizadas a través de este sistema.
Se distinguen los siguientes sistemas:
- Dinero electrónico (eCash): Según la definición de la Unión Europea se trata de sistemas de pago que pueden ser utilizados para pagos no relacionados con la empresa que provee el sistema. Es decir, quedan afuera de la definición sistemas como las tarjetas o los certificados de regalo (gift card) o las tarjetas telefónicas. El cliente puede usarlo prácticamente como dinero en efectivo. La mayoría de los sistemas trabajan con tarjetas recargables («smart cards»), y pueden ser utilizados también en el comercio común (no electrónico), mientras que otros están basados en software.
- Sistemas de puntos y descuentos: Aquí, los comerciantes pagan al proveedor del sistema una cierta cantidad de dinero que equivale a «puntos» que son transferidos a los clientes en sus compras, los cuales pueden utilizarlos para realizar pagos de manera completa o conseguir descuentos, dependiendo de la cantidad de puntos. Estos sistemas generalmente se limitan a una sola empresa (sobre todo, de comercio, como cadenas de supermercados).
- Cuentas virtuales: En este caso el cliente adquiere un monto de dinero virtual, que puede utilizar para pagos de distintos servicios, muchas veces limitados a una sola empresa. El ejemplo más común son el de las tarjetas telefónicas (de telefonía fija o celular), en las cuales el cliente, a través de un código que se encuentra de forma oculta en la misma tarjeta, accede a una cuenta con un monto fijo que puede utilizar.
- Sistemas eMetal: Funcionan de manera similar al sistema eCash, pero en vez de obtener una cuenta virtual en alguna divisa, se obtiene un monto de algún metal precioso, como oro (eGold).

### Sistemas basados en acumulación de pagos (billing)
En el caso de los sistemas billing, son realizados varios pagos, los cuales se acumulan, y después de un período de tiempo, se cobran a través de un modo de transferencia tradicional, por ejemplo, a través de una factura o de débito automático. Estos sistemas funcionan como una factura telefónica, pero posibilitan una variedad de pagos de servicios más amplia.
En Europa, varios proveedores de telecomunicación, a partir de fines de la década de 1990, pusieron en marcha sistemas similares. Es decir, que se podían realizar distintos pagos a través de la misma factura telefónica.

### Sistemas basados en telefonía celular
Sistemas telefónicos pueden ser basados tanto en sistemas prepago como en sistemas basados en acumulación. En el primer caso, el cliente realiza una transferencia en línea a través del celular y obtiene así un monto virtual para el pago de servicios, mientras que en el segundo caso realiza sus pagos en forma conjunta con la factura telefónica.
Uno de estos mecanismos es el pago por SMS, en el cual enviar un SMS a un número telefónico corto específico es cobrado a un precio muy superior a un envío de SMS normal. A través de este mecanismo, el vendedor puede recibir pequeños pagos de parte de sus clientes (a través de un operador especializado) usualmente entre 1€ y 5€, dependiendo del país.
Uno de los problemas mayores de este método (en el año 2016) es el costo alto de la comisión del operador, superando a veces los 80% del monto total facturado al cliente para América Latina, como lo indican las páginas de distintos operadores (PayGol, Zaypay, HiPay, etc). Estas comisiones son considerablemente menores en Europa, con valores a veces cercanos a los 50%. Si bien el mecanismo de pago por SMS puede parecer sumamente práctico, existen obstáculos considerables para su implementación.

### Sistemas basados en cadena de bloques
La tecnología de cadena de bloques puede reducir el coste de las transacciones permitiendo transacciones realmente directas entre las partes, sin necesidad de intermediarios. Hay todavía un coste involucrado en la transacción: El coste de la infraestructura de la red que la cadena de bloques usa. Sin embargo este coste suele ser mucho más bajo que los costes actuales de las transacciones. Además el sistema de micropago puede ser combinado con otros servicios ofrecidos mediante la cadena de bloques como el registro de activos digitales, sistema de contratos inteligentes o sistemas de control de derechos de autor. Esto es lo que ofrecen compañías como Monegraph, ascribe, Ujo o Stem.